# King of Bandit Jing in Seventh Heaven
O rei dos bandidos Jing (王ドロボウJING, Ō Dorobou Jing; EUA: Jing: King of Bandits) é um mangá de sete volumes e adaptado para anime.
É uma série de histórias curtas, geralmente desconectadas que mostra um menino que se chama Jing,o rei dos bandidos. Embora a reputação de Jing pareça estender durante todo o universo da série, muitos inimigos não esperam que "o grande rei" dos bandidos seja “um  garoto pequeno”. As histórias variam bastante, especialmente entre a série inicial do mangá e a série do anime.